# Fosa (kryptonim)
Fosa – nazwa mówionego kodu używanego przez Służbę Bezpieczeństwa (a dokładniej tzw. wydział obserwacji „B”) w komunikacji radiowej towarzyszącej operacjom inwigilowania opozycji politycznej w czasach PRL.
„Fosa” była specyficzną, podstawową „fortyfikacją” obronną SB, na którą składała się kombinacja trzech podstawowych elementów:
- kodów cyfrowych – oznaczających typowe, sproceduralizowane czynności,
- żargonu – gwary środowiskowej oznaczającej różne rzeczy lub czynności,
- kryptonimów oznaczających charakterystyczne punkty/lokalizacje na terenie prowadzenia obserwacji.

Język środowiskowy SB był dosyć intuicyjny i silnie kontekstowy – niektóre słowa zmieniały znaczenie w zależności od sytuacji, a słownictwo nie było zamknięte i było często adaptowane ad hoc do lokalnych potrzeb.
Pierwotnym zadaniem „fosy” było przeciwdziałanie operacjom kontrwywiadowczym państw zachodnich, jednak wprowadzenie stanu wojennego i zmiana proporcji w zainteresowaniach wydziału obserwacyjnego „B” spowodowały, że głównym obiektem śledzenia stali się rodzimi działacze opozycji, a nie obcokrajowcy lub zachodni korespondenci i dyplomaci. Szyfr ten był stosunkowo łatwy do złamania dla Polaków po dłuższym okresie nasłuchów. Ze względu na szczególne skojarzenia i wieloznaczność słów, od których pochodził, był jednak trudny dla obcokrajowców, dla których język polski był językiem obcym, wyuczonym. Niektóre z wyrażeń „fosy” są w użyciu przez Policję do dziś.
Szyfry „fosy” zostały złamane przez Kontrwywiad Solidarności Walczącej, co stało się jednym z fundamentów funkcjonowania kontrwywiadu tej organizacji i sposobem zapewnienia bezpieczeństwa działaczom różnych antykomunistycznych organizacji podziemnych w Polsce lat osiemdziesiątych XX wieku.
Przykłady
- żelazny – dworzec kolejowy
- zielony – tramwaj
- czerwony lub gumowy – autobus
- niebiescy lub Smerfy – milicjanci umundurowani
- kuzyni – policjanci po cywilnemu
- biali lub pingwiny – zakonnicy, dominikanie
- jedynka – obserwowany mężczyzna
- połówka – kobieta/żona obserwowanego
- ćwiartka – dziecko obserwowanego, niezależnie od płci
- dziurawa – kobieta
- kółka – pojazd
  - dwa kółka – motocykl lub rower
  - cztery kółka – samochód
  - duże/małe kółka – samochód ciężarowy/osobowy
- helikopter – samochód SB
- kolory, kolorki, światełka (rzadziej) – sygnalizacja świetlna
- na patykach – pieszo
- orzech – kierowca w radiowozie
- 12, 3, 9 itp – określanie kierunku po tarczy zegara, często w formie np. dziurawa robi 3 na kolorkach – kobieta skręciła w prawo na światłach
- malować – robić zdjęcia lub filmować (rzadziej)
- leczyć – śledzić, podążać za „jedynką”
- wypisać receptę – zatrzymać
- ordynator – oficer prowadzący akcję
- warkocze – droga szybkiego ruchu, autostrada, także zjazdy do autostrady
- kamień – pomnik, zwłaszcza z kamiennym postumentem.